# Bedřich
Bedřich (ou Bedrich) est un prénom masculin tchèque pouvant désigner :

## Prénom
- Bedrich Benes (en) (né en 1967), scientifique informatique tchéco-américain
- Bedřich Bloudek (en) (1815-1875), chef militaire slovaque
- Bedřich Bridel (1619-1680), prêtre jésuite, écrivain et poète baroque tchèque
- Bedřich Brunclík (en) (né en 1946), joueur tchèque de hockey sur glace
- Bedrich de Donin (1574-1634), noble, voyageur et écrivain bohémien
- Bedřich Dvořák (en) (1930-2018), sprinteur céiste tchécoslovaque
- Bedřich Feigl (en) (1884-1965), peintre et illustrateur juif tchèque
- Bedřich Feuerstein (1892-1936), architecte et peintre tchécoslovaque
- Bedrich Formánek (en) (né en 1933), problémiste slovaque
- Bedřich Fritta (1906-1944), artiste et caricaturiste tchécoslovaque
- Bedřich Geminder (en) (1901-1952), chef communiste tchécoslovaque
- Bedřich Golombek (en) (1901-1961), journaliste et auteur tchèque
- Bedřich Hamsa (en) (né en 1965), joueur tchèque de football
- Bedřich Havránek (1821-1899), peintre paysagiste et illustrateur tchèque
- Bedřich Hošek (en) (1911-?), coureur tchèque de demi-fond
- Bedřich Hrozný (1879-1952), orientaliste et linguiste tchécoslovaque
- Jan Bedřich Kittl (1806-1868), compositeur bohémien
- Bedřich Köhler (en) (né en 1985), joueur tchèque de hockey sur glace
- Bedřich Löwy (1883-1942), écrivain et parolier autrichien
- Bedřich Moldan (en) (né en 1935), écologiste et homme politique tchèque
- Bedřich Nikodém (en) (1909-1970), joueur tchèque de tennis de table
- August Bedřich Piepenhagen (en) (1791-1868), peintre paysagiste allemand
- Bedřich Pokorný (en) (1904-1968), espion communiste tchécoslovaque
- Bedřich Pola (en) (né en 1963), entrepreneur tchèque
- Bedrich Posselt (en) (XXe siècle), bobeur tchécoslovaque
- Bedřich Procházka
- Bedřich Reicin (en) (1911-1952), militaire et politicien tchécoslovaque
- Bedřich Ščerban (né en 1964), joueur tchécoslovaque de hockey sur glace
- Bedřich Schejbal (1874-?), escrimeur bohémien
- Bedřich Smetana (1824-1884), compositeur bohémien
- Bedřich Šupčík (1898-1957), gymnaste olympique tchécoslovaque
- Bedřich Tylšar (en) (né en 1939), musicien et pédagogue tchèque
- Bedřich Vygoda (en) (1894-?), athlète sprinteur tchèque
- Bedřich Wachsmann (en) (1820-1897), peintre et décorateur tchèque
- Bedřich Diviš Weber (1766-1842), compositeur et musicologue bohémien
- Bedrich Weiss (en) (1919-1944), musicien de jazz tchécoslovaque
- Bedřich Antonín Wiedermann (en) (1883-1951), organiste et compositeur tchèque

## Référence
1. ↑  (en) « 10th Century Frisian Masculine Names », sur heraldry.sca.org (consulté le 28 décembre 2017)